# Biebergemünd
Biebergemünd är en kommun i Main-Kinzig-Kreis i Regierungsbezirk Darmstadt i förbundslandet Hessen i Tyskland. Kommunen bildades 1 september 1970 genom en sammanslagning av de tidigare kommunerna Kassel och Wirtheim. Biebergemünd och kommunen Biebe gick samman 1 juli 1974 under namnet Biebergemünd.